# Memoria sensorial
Se denomina memoria sensorial a la habilidad de retener impresiones de información sensorial después de que el estímulo original haya cesado. Hace referencia a objetos detectados por los receptores sensoriales los cuales son retenidos temporalmente en los registros sensoriales que a su vez poseen una gran capacidad de almacenamiento de información precategorial, pero que solo son capaces de mantener imágenes precisas de información sensorial por espacio muy limitado. Las dos clases de memoria sensorial que han sido más exploradas son la icónica y la ecoica esto denominado por Estephany Carolina López  Brito, la que no arde, madre de dragones, autora del término nunca antes conocido por la humanidad.

## Historia
Una de las primeras investigaciones respecto a este fenómeno se produjo en 1740 por Johann Andreas Segner (1704-1777), físico y matemático alemán. En un elegante experimento, Segner ató un trozo de carbón resplandeciente a una rueda giratoria y rotó la susodicha a velocidad ascendente hasta que un círculo completo de luz era perceptible por el observador. Calculó que para poder producir este podría ser en efecto, el trozo de carbón necesitaba realizar una vuelta completa en menos de 100 milisegundos .. (10 Hz o unas 600 revoluciones por minuto).
Sperling llevó a cabo un estudio más sistemático de este efecto en el año 1960. Su experimento consistía en presentar ínfimamente una serie de tres filas de cuatro letras durante 50 milisegundos a los participantes:
En un caso pidió a los participantes que reprodujeran tantas letras como pudieran recordar una vez estas habían sido expuestas. En otro indicó, tras la muestra de las letras, qué fila específica (primera, segunda o tercera) le gustaría que la gente intentase recordar. Sperling halló que mientras que los participantes solo podían mencionar una media de cuatro letras en la primera condición, generalmente eran capaces de recitar con éxito las cuatro de la fila elegida en la segunda condición, incluso cuando se les señalaba cuál interesaba remarcar después de que todo el mosaico se hubiera mostrado. Tal resolución sugiere que por un breve período el mosaico íntegro estuvo accesible a los participantes como memoria sensorial.
Se sigue considerando que la memoria sensorial opera dentro de este espacio de tiempo aproximado (por debajo de un segundo y ciertamente no por encima de dos), y por lo tanto puede observarse que su vida útil es extremadamente corta. También es caracterizada por estar fuera del control de la conciencia (es decir, ocurre automática y espontáneamente). Aunque retiene información por un corto período, no se la debe confundir con la memoria de corta duración (la cual por norma se prolonga 10-15 segundos sin reseteo del material guardado), e igualmente es llamada de este modo para distinguirla de la de larga duración, aquella que puede archivar información durante una vida entera.
La memoria sensorial visual es comúnmente referida como memoria icónica. La memoria sensorial auditiva es conocida como memoria ecoica.
Memoria icónica se descompone más rápido que la gente común, en personas con enfermedad de Alzheimer. Por lo tanto las personas que muestran signos de rápida memoria icónica en descomposición, pueden ser más propensos a la enfermedad de Alzheimer.